# Lista de instituições de ensino superior de Belo Horizonte
Esta é uma lista de instituições de ensino superior de Belo Horizonte.

## Públicas

### Militar
- Academia de Polícia Militar de Minas Gerais

### Estaduais
- Universidade do Estado de Minas Gerais (UEMG)
- Escola de Governo Paulo Neves de Carvalho (EG/FJP)

### Federais
- Centro Federal de Educação Tecnológica de Minas Gerais (CEFET-MG)
- Universidade Federal de Minas Gerais (UFMG)

## Privadas
- Faculdade Pitágoras (PITÁGORAS)
- Centro Universitário Eaprenda Elearning (CUEA)
- Pontifícia Universidade Católica de Minas Gerais (PUC-MG)
- Faculdade de Ciências Médicas de Minas Gerais (FCMMG)
- Universidade Presidente Antônio Carlos(UNIPAC)
- Centro Universitário UNA (UNA)
- Escola de Engenharia Kennedy (Faculdades Kennedy) (FKBH)
- Faculdade de Engenharia de Agrimensura de Minas Gerais (FEAMIG)
- Universidade FUMEC (FUMEC)
- Universidade de Alfenas "José do Rosário Vellano" (UNIFENAS)
- Centro Universitário de Belo Horizonte (UNI-BH)
- Centro Universitário Metodista Izabela Hendrix
- Centro Universitário Newton Paiva
- Faculdades Promove
- Faculdades Santo Agostinho
- Escola Superior Dom Helder Câmara (ESDHC)
- Faculdade Batista de Minas Gerais (FBMG)
- Faculdade Brasileira de Ciências Exatas, Humanas e Sociais (FABRAI)
- Faculdade de Tecnologia FABRAI
- Faculdade Cimo (FAC)
- Faculdade Cotemig
- Faculdade de Ciências Gerenciais Padre Arnaldo Janssen (FAJANSSEN)
- Faculdade de Direito Padre Arnaldo Janssen (FAJANSSEN)
- Faculdade de Ciências Sociais Aplicadas de Belo Horizonte (FACISA-BH)
- Faculdade de Ensino de Minas Gerais (FACEMG)
- Faculdade de Ensino Unificado de Belo Horizonte (FEU-BH)
- Faculdade de Estudos Administrativos de Minas Gerais (FEAD)
- Faculdade de Estudos Superiores de Minas Gerais
- Faculdade de Filosofia da Companhia de Jesus (FAFICJ)
- Faculdade de Minas BH  (FAMINAS-BH)
- Faculdade de Tecnologia do Comércio (FATEC/Comércio)
- Faculdade de Tecnologia Estácio de Sá de Belo Horizonte
- Faculdade Estácio de Sá de Belo Horizonte (FES-BH)
- Faculdade de Tecnologia Lagoa da Pampulha
- Faculdade de Tecnologia Novo Rumo CET Novo Rumo
- Faculdade de Tecnologia Oxford do Brasil (CET)
- Faculdade de Tecnologia Senai Belo Horizonte
- Faculdade Del Rey
- Faculdade Evangélica de Teologia de Belo Horizonte (FATE)
- Faculdade Ibmec
- Faculdade Infórium de Tecnologia (FIT)
- Faculdade Internacional de Ciências Empresariais (FICE)
- Faculdade Marista
- Faculdade Metropolitana de Belo Horizonte
- Faculdade Minas Gerais (FAMIG)
- Universidade Salgado de Oliveira (UNIVERSO)
- Faculdade Pitágoras de Administração Superior
- Faculdade São Camilo (FASC)
- Faculdade Tecnologia IBTA Belo Horizonte
- Instituto Belo Horizonte de Ensino Superior (IBHES)
- Instituto Santo Tomás de Aquino (ISTA)
- Instituto Superior de Ciências da Saúde (INCISA)
- Faculdade Anhanguera
- SKEMA Business School